# U Весов
U Весов (лат. U Librae) — одиночная переменная звезда в созвездии Весов на расстоянии (вычисленном из значения параллакса) приблизительно 4408 световых лет (около 1351 парсека) от Солнца. Видимая звёздная величина звезды — от +15m до +9m.

## Характеристики
U Весов — красная пульсирующая переменная звезда, мирида (M) спектрального класса M3e-M8e или M3. Эффективная температура — около 3000 К.